# Teyana Taylor
Teyana Me Shay Jacqueli Shumpert (cognom de naixement, Taylor; nascuda el 10 de desembre de 1990) és una cantant, compositora, actriu, model, ballarina, coreògrafa i directora de videoclips estatunidenca. Després de coreografiar el vídeo del senzill de Beyoncé «Ring the Alarm» (2006), va signar un contracte de gravació amb Star Trak Entertainment, fundat per Neptunes i que l'any següent va formar part d'Interscope Records. Taylor va aparèixer al programa de telerealitat My Super Sweet 16 d'MTV abans d'estrenar el seu senzill debut «Google Me» (2008). Va ser coneguda per les seves actuacions convidades a les cançons de Kanye West de «Dark Fantasy» i «Hell of a Life», totes dues de l'àlbum My Beautiful Dark Twisted Fantasy (2010). Es va separar d'Star Trak i Interscope per passar a vincular-se a la discogràfica GOOD Music del mateix West, que dos anys més tard seria una marca de Def Jam Recordings.
Va aparèixer a l'àlbum recopilatori de GOOD Music Cruel Summer (2012), que va assolir el número dos de la classificació Billboard 200. El seu àlbum d'estudi de debut, VII (2014), va rebre una acollida positiva de la crítica i va assolir el seu màxim dins dels 20 més venuts del Billboard 200, juntament amb el seu segon i tercer àlbum d'estudi, KTSE (2018) i The Album (2020); aquest últim va assolir el màxim dins dels 10 primers de la llista, mentre que KTSE va incloure el senzill «Gonna Love Me» (remesclat amb Ghostface Killah, Method Man i Raekwon), que va rebre la certificació de platí per la Recording Industry Association of America (RIAA).
En la seva carrera d'actriu, Taylor va debutar a la pel·lícula de dansa Stomp the Yard: Homecoming del 2010 i va aparèixer a la pel·lícula de Tyler Perry, Madea's Big Happy Family l'any següent. A la televisió, Taylor va interpretar papers en dues temporades de la sèrie Star (2017-2018) i la pel·lícula d'Amazon Prime Coming 2 America (2021). Ella i el seu llavors marit Iman Shumpert van protagonitzar la sèrie de televisió de telerealitat, Teyana and Iman, de VH1, que es va emetre des del 2020 fins al 2023. Va rebre elogis de la crítica per la seva actuació protagonista a la pel·lícula A Thousand and One del 2023, per la qual va guanyar premi a la millor interpretació revelació de la National Board of Review.
En altres projectes, Taylor s'ha atribuït la direcció del videoclip titulat «Spike Tee». N'ha dirigit per a cançons per ella, per a Diddy, per a Schoolboy Q i per a Queen Naija. Va guanyar el premi BET a la millor direcció de videoclip el 2020 i el 2023.